# آمال غويل
آمال غويل (بالفرنسية: Amel Ghouil)‏ ولدت في 26 أغسطس 1966. هي سياسية تونسية. هي عضوة في حركة النهضة ذات التوجه الإسلامي.

كانت نائبة في المجلس الوطني التأسيسي وذلك بعد انتخابها في انتخابات 23 أكتوبر 2011 حتى 2014 عن حركة النهضة في دائرة أريانة الانتخابية.

## السيرة الذاتية
تحصلت غويل على شهادة الباكالوريا في اختصاص الآداب. بعدها تحصلت على الإجازة في القانون الخاص، ثم شهادة الدراسات المعمقة في نفس الاختصاص. بعد ذلك باشرت عملها كأستاذة قانون خاص، وكانت أطروحتها حول قانون العقود، وذلك في كلية القانون بسوسة. عند التحاقها بالمجلس التأسيسي، عملت في نفس المنصب كأستاذة ولكن في جامعة منوبة.

بعد الثورة التونسية، انتخبت في انتخابات 23 أكتوبر 2011 كنائبة في المجلس الوطني التأسيسي وذلك عن حركة النهضة وعن دائرة أريانة الانتخابية. في المجلس كانت المقررة المساعدة الثانية في لجنة الخاصة للنظام الداخلي والحصانة، وعضوة في لجنة التشريع العام وفي لجنة السلطة التنفيذية والسلطة التشريعية والعلاقة بينهما وذلك حتى ديسمبر 2014.

## الحياة الخاصة
آمال غويل متزوجة ولديها 3 أبناء. زوجها كان محامي وينتمي لحركة النهضة، وكذلك ناضل في صفوف الاتحاد العام التونسي للطلبة عندما كان في الجامعة، إلى جانب دفاعه عن العديد من معارضي نظام زين العابدين بن علي قبل الثورة التونسية. لكن آمال غويل لم يكن لها نشاط سياسي قبل الثورة التونسية.

والدها كان أستاذا لأصول الدين في جامعة الزيتونة، وعائلتها كانت متمسكة بالثقافة والهوية العربية الإسلامية.

## مقالات ذات صلة
- حركة النهضة (تونس).

## وصلات خارجية
- السيرة الذاتية لآمال غويل على موقع مرصد المجلس الوطني التأسيسي التابع لمنظمة البوصلة.